# Pont de la Liberté (Novi Sad)
Pour les articles homonymes, voir Pont de la Liberté.
Le pont de la Liberté (en serbe : Мост слободе et Most slobode) est situé à Novi Sad, la capitale de la province autonome de Voïvodine, en Serbie. Il traverse le Danube et appartient à la catégorie des ponts haubanés. Construit en 1981, il a été détruit lors d'un bombardement de la ville par l'OTAN le 4 avril 1999. Il a été reconstruit à l'identique de 2003 à 2005 et a de nouveau été ouvert à la circulation le 7 octobre 2005. Il a été conçu par l'ingénieur civil Nikola Hajdin, qui est aussi l'actuel président de l'Académie serbe des sciences et des arts.
Large de 27,60 m, le pont de la Liberté est un pont autoroutier qui offre six voies à la circulation.

## Reconstruction
La reconstruction du pont a coûté 40 millions de dollars à la ville de Novi Sad et elle a duré un peu plus de deux ans. Le maire de la ville, Maja Gojković, l'a rouvert à la circulation le 7 octobre 2005. L'inauguration officielle avait eu lieu quelques jours plus tôt et diverses personnalités de l'Agence européenne pour la reconstruction assistaient à la cérémonie. La reconstruction du pont et sa réouverture ont donné lieu à des polémiques : certaines personnalités politiques ont exprimé leur reconnaissance et celle des citoyens de Novi Sad à l'égard de l'Union européenne, tandis que d'autres affirmaient que, de toute façon, l'Union européenne était obligée de participer à la reconstruction de l'ouvrage, au titre des réparations des dommages de guerre.

### Liens externes

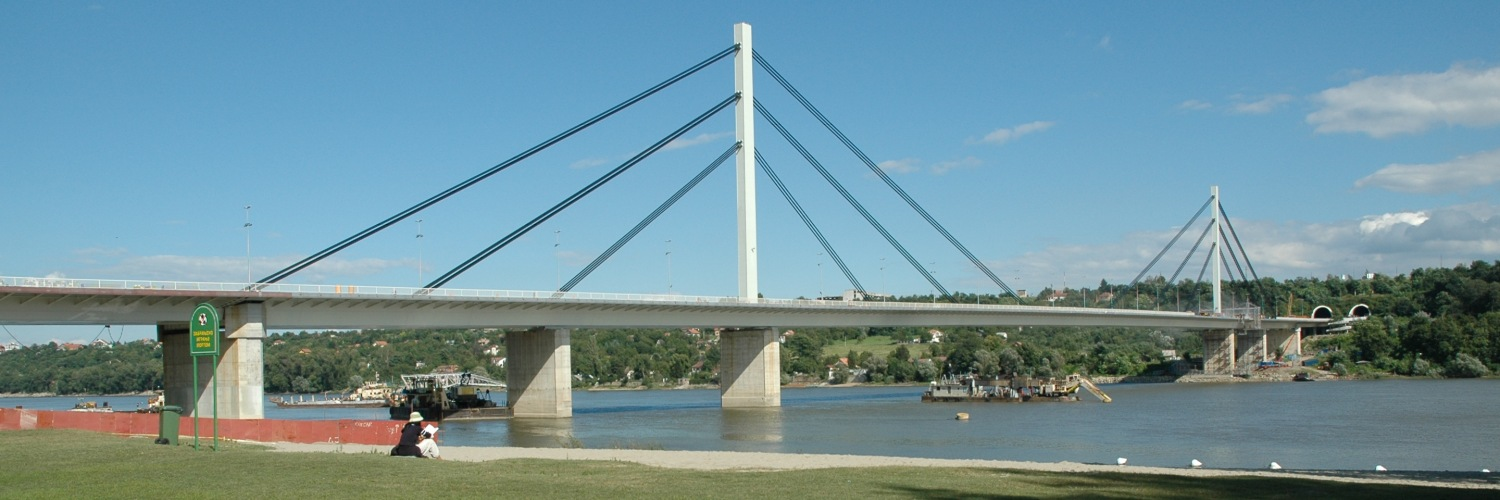
Le Pont de la Liberté vu de la rive gauche du Danube.